# Hemiechinus auritus

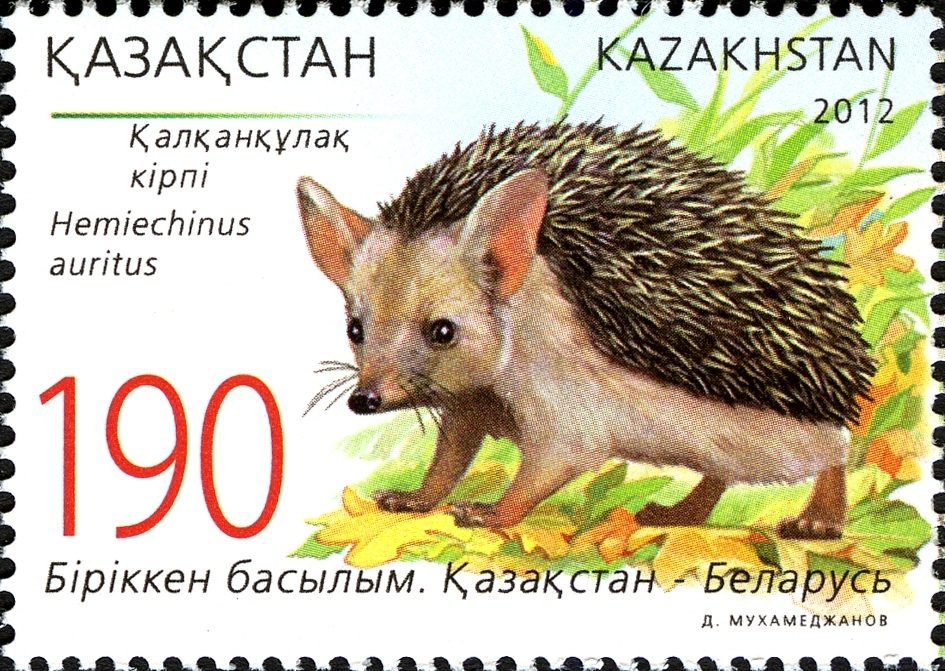
Sello de correos de Kazajistán.

El erizo orejudo o erizo egipcio  (Hemiechinus auritus) es una especie de mamífero erinaceomorfo de la familia Erinaceidae, propia del centro de Asia y las montañas del Cáucaso. Es más pequeño que el erizo común; pesa un máximo de 500 gramos (y una media de 200) y es más rápido. Tiene menos tendencia a enrollarse en una bola para defenderse de los predadores y prefiere huir y atacarlos con las espinas. Debido a su estilo de vida, tiene unas espinas menos abundantes y más cortas. Hiberna desde finales de octubre hasta marzo. Suele vivir unos 5 o 6 años.

## Impacto ecológico
Debido a su potencial colonizador y constituir una amenaza grave para las especies autóctonas, los hábitats o los ecosistemas, esta especie ha sido incluida en el Catálogo Español de Especies Exóticas Invasoras, regulado por el Real Decreto 630/2013, de 2 de agosto, estando prohibida en España su introducción en el medio natural, posesión, transporte, tráfico y comercio.